# 8-бітне Різдво
«8-бітне Різдво» («англ. 8-Bit Christmas») — американська різдвяна комедія 2021 року режисера Майкла Доуза за сценарієм Кевіна Якубовського за однойменним романом. У головних ролях: Ніл Патрік Гарріс, Вінслоу Феглі, Джун Діана Рафаель, Девід Кросс та Стів Зан. Фільм вийшов 24 листопада 2021 року на HBO Max, отримавши загалом схвальні відгуки критиків.

## Сюжет
Джейк Дойл (Ніл Патрік Гарріс) розповідає своїй юній дочці Енні, залежній від мобільного телефону, як у дитинстві наприкінці 1980-х років він отримав свою першу восьмибітову гральну консоль Nintendo, популярну в другій половині 1980-х і на початку 1990-х років. У фільмі головний герой Джейк поринає у спогади та згадує той різдвяний сезон, коли все, що він хотів, це ігрова консоль.
Тімоті Кін, найбагатша дитина в класі, єдина дитина в місті з новою гральною консоллю Nintendo та всіма найновішими аксесуарами. Щодня Джейк і його друзі збираються разом із рештою друзів зі школи біля дому Тіммі, де він обирає десятьох дітей, щоб грати у своєму підвалі. Зрештою Тіммі навіть отримав рукавичку NES Power Glove, але виявив, що цей продукт має вади.
Втомившись від потурання Тіммі, щоб отримати доступ до бажаної Nintendo, Джейк мріє отримати власну систему на Різдво та звертається з проханням до своїх розгублених мами та тата, який вічно робить все своїми руками. Утім йому відмовляють, мотивуючи тим, що відеоігри погано впливають на здоров'я, і він повинен більше грати на вулиці.
Прагнення Джейка заволодіти консоллю Nintendo посилюються після того, як Тіммі у гніві знищує його телевізор після програшу в грі, серйозно поранивши собаку його родини. Дізнавшись, що першим призом скаутського збору коштів за продаж найбільшої кількості різдвяних вінків буде Nintendo, Джейк і його друзі змагаються, хто продасть найбільшу кількість вінків і виграє систему.
Джейк терпить приниження, пов'язані з носінням дівчачих чобітків, вигрібанням собачого калу та відвідинами з сім'єю магазинів у торговому центрі. Його сестра має власну бажану іграшку, ляльку Cabbage Patch Kids, і Джейк погоджується робити натяки від її імені та навіть супроводжувати свого батька на розпродаж ляльок в обмін на поради від сестри продавати вінки в будинку для престарілих.
Продажі вінків зійшли нанівець після того, як батько Тіммі переконав спільноту заборонити відеоігри. Діти вирішують взяти справу у свої руки, продаючи бейсбольні картки (включно з рідкісною карткою Білла Ріпкена), щоб скластися власними грошима та купити гральну консоль Nintendo для спільного використання. Під час шкільної екскурсії вони вигадують складний план, як втекти до торгового центру, щоб придбати консоль. Джейку вдається пройти непомітним для батьків, які протестують проти відеоігор перед ігровим магазином, купити Nintendo й побігти назад до автобуса, але гральну консоль розчавлює шкільний автобус. Добрий дорослий, який повертає Джейка на екскурсію, радить йому менше зосереджуватися на подарунках, а більше на сезоні дарувань.
Настає Різдво, а Джейк так і не отримує жадану Nintendo. Натомість його батько дивує Джейка фортецею з дерева на задньому дворі, яку він сам зробив із люком, драбинами та світлом. Джейк ніколи не отримував Nintendo на Різдво, але фортеця на дереві та любов його батька до нього стали найкращим подарунком.
Дорослий Джейк розповідає своїй доньці, що врешті-решт купив власну гральну консоль Nintendo після того, як усе літо працював, щоб заробити на неї. Потім він показує їй форт на дереві, який досі зберігся, знову поринаючи у приємні спогади про пригоди, які з ним сталися завдяки подарунку свого батька.

## У ролях
- Вінслоу Феглі — молодий Джейк Дойл
  - Ніл Патрік Гарріс — дорослий Джейк Дойл
- Софія Рейд-Гантцерт — Енні Дойл, донька Джейка
- Джун Діана Рафаель — Кеті Дойл, мати Джейка
- Стів Зан — Джон Дойл, батько Джейка
- Беллалуна Резнік — Ліззі Дойл, сестра Джейка
- Че Тафарі — Майкі Троттер, один з друзів молодого Джейка
- Сантіно Барнард — Еван Олсен, один з друзів молодого Джейка, який має алергію на бджіл і спагеті
- Макс Малас — Джефф Фармер, хлопець з оточення Джейка, патологічний брехун, тому й не товариш йому
- Бріель Ренкінс — Теммі Ходжес, одна з подруг молодого Джейка, яка колекціонує бейсбольні картки, вона також є сестрою-близнюком Тедді
- Сайрус Арнольд — Джош Ягорскі, відомий шкільний хуліган
- Брелін Ренкінс — Тедді Ходжес, один з друзів молодого Джейка та брата-близнюка Теммі
- Чендлер Дін — Тіммі Кін, самозакоханий багатий хлопець, який має гральну консоль Nintendo (NES) і любить цим хизуватися
- Катя Сміт — Тіффані Кін, мати Тіммі, яка виступає проти відеоігор
- Том Руні — доктор Тімоті Кін-старший, батько Тіммі, який виступає проти відеоігор
- Девід Кросс — дилер

## Виробництво
У березні 2021 року було оголошено, що Ніл Патрік Гарріс, Вінслоу Феглі, Джун Діана Рафаель та Стів Зан приєдналися до акторського складу фільму, а режисером став Майкл Доуз за сценарієм автора та виконавчого продюсера Кевіна Якубовського. Було також анонсовано, що виробництвом фільму займатимуться New Line Cinema та Star Thrower Entertainment, а розповсюдженням займатиметься HBO Max.
Основні зйомки розпочалися в березні 2021 року в Торонто, Канада.

## Реліз
Фільм вийшов у цифровому форматі 24 листопада 2021 року на HBO Max.

### Критика
На веб-сайті агрегатора рецензій Rotten Tomatoes рейтинг схвалення фільму становить 83 % на основі 30 рецензій із середнім рейтингом 6,9/10. Консенсус критиків веб-сайту звучить так: «Для глядачів, які шукають невимогливу та солодко-ностальгічну оду минулим святковим сезонам, 8-бітне Різдво запускається без збоїв».
Metacritic, на якому фільм має середньозважену оцінку 66 зі 100. Консенсус п'яти критиків веб-сайту зосереджено на думці, як «загалом схвальні відгуки».
Нік Ордонья з «Лос-Анджелес Таймс» високо оцінив кастинг, режисуру та сценарій Якубовського, резюмуючи: «Фільм вражає в саме серце своїм карколомним завершенням. Коротко кажучи, це несподіваний претендент на найкращий різдвяний фільм за останні кілька років». Калум Марш з The New York Times написав: «…8-бітне Різдво — це сердечна та щира сімейна святкова комедія».